# Роберт Брюс, король шотландський
«Роберт Брюс, король шотландський» — поема Лесі Українки. Поему закінчено влітку 1893 року в Гадячі. Уперше надруковано в журналі «Хлібороб», Львів, 1894, № 8-9, одночасно поему надрукував журнал «Дзвінок», 1894, № 11, 12, 13 [19; 41].

## Історія створення
Поема вийшла окремим виданням у 1894 році: Роберт Брюс, король шотландський. Шотландська легенда. Коломия. Вид. Михайло Павлик, 1894, 22 стор. Поема ввійшла до збірки «Думи і мрії» (1899). Її ще раз передруковано в альманасі «Дубове листя» (К., 1903, стор. 185—199). Істотних різночитань між усіма друкованими текстами немає.
Збереглися два автографи поеми. Перший (Інститут літератури ім. Т. Г. Шевченка НАНУ, ф. 2, № 743) належав редакції журналу «Дзвінок». Він переписаний двічі — перших шість аркуші вмістять три розділий приписку «Кінець буде». На останніх трь охаркушах переписано розділи 4 — 6 з припискою: «кінець». Автограф без дати. Заголовок такий: «Роберт Брюс, король шотландський (Шотландська легенда). Посвята дядькові Михайлові». В автографі є примітки Лесі Українки до двох слів: "Шотландія — Шкоція. Назва Шкоція єсть правішою, але для гармонічності вірша ми уживаємо «Шотландія»; «Герольд — слуга або лицар, що сповіщав волю королевську та вироки урядові». Закреслені у розділі 1 строфи 1 — 5 і у розділі 4 строфи 15 — 18 (від «Ох, лютий бій, останній бій» — до «Кладіте зброю долі!»). У розділі 1 строфи 13 і 14 поміняно місцями. У розділі V після строфи 6 закреслено 4 рядки. Закреслено строфу 7. Строфи 8 немає («Ти кликнеш на війну, ми зберемось…»).
Другий автограф (Інститут літератури ім. Т. Г. Шевченка НАНУ, ф. 2, № 744) — чорновий, має багато виправлень і закреслень. У розділі 6 після строфи 3 зазначена дата: «1893 літом в Гадячі». У «Заспіві» закреслено строфу 3. У розділі 1 закреслено строфу 12. Ці строфи є в друкованих текстах. Закреслено строфу 15, якої нема й у друкованих текстах. У розділі 2 закреслено строфу 16.У кінці розділу 3 закреслено дві останні строфи. У розділі 4 замість строф 9, 10 і 11 спочатку була лише одна з позначкою «NB». У розділі 5 закреслено строфи 6, 7, 8 і 9. З них строфи 6 і 7 не ввійшли до друкованого тексту. Закреслено строфу 15. Первісний текст передостанньої строфи поеми був іншим.

## Композиція
Поема «Роберт Брюс, король шотландський» складається із «Заспіву» і 6-ти частин, які написані катренами. Усі частини не дотримані чіткого розміру.

## Сюжет
Головний герой поеми — Роберт Брюс — борець за незалежність Шотландії.
У творі української письменниці зазначені такі факти, яких немає ні у В. Скотта, ні в Бернза, а саме: повстання шотландців до виступу Брюса, його перебування в Ірландії (за історією — на о. Ратліні, поблизу Ірландії) й умови, які ставлять селяни обраному на короля Брюсові — вони дуже нагадують листа до папи зборів в Арброті: у поемі селяни, а в листі — збори обіцяли битися з ворогами на чолі з королем і відмовлялися слухатися його, коли б він захотів їх підгорнути під Англію. Коли до цього додати, що письменниця викладає всі ці події в історичній послідовністі, яку не можна вловити, читаючи В. Скотта, то доводиться визнати, що вона взагалі знала історію Шотландії кінця XIII і першої третини XIV ст. — принаймні їй були відомі факти, що ми їх зазначили спочатку. Хоча історичний Р. Брюс коронувався спочатку своєї кар'єри, а в укр. поемі — здобувши волю рідному краєві: ефектніше, щоб народний герой прийняв корону з рук народу; постанови парламенту 1314 р. і зборів в Ейрі 1315 р. давали історичний ґрунт для такої зміни.
Твір Л. Українки характеризується скороченнями й спрощеннями. З численних історичних діячів залишилися тільки Брюс та Едвард (в особі якого сполучено 3 англійських королі: Едвард І, II і III), із фактів — лише найголовніші: поразки повсталих шотландців, а потім — Брюса, його перебування в Ірландії, його повернення, перемога, обрання на короля й умови селянства; дуже складні події, що тяглися довгими роками, зведено до коротеньких епізодів (повстання шотландців, поразка Брюса, його перемога) й ефектових, але мало правдоподібних й іноді наївних сцен (зрада шотландських лицарів, обрання Брюса й читання умов селянством). Через це страчено типовість доби, країни й подій: середньовіччя характеризується тільки участю лицарів, спомином про хрестоносців і підневільним станом селянства, шотландці — вільнолюбством, а заздалегідь передбачений величезний бій під Баннокберном перевернувся на несподіваний напад шотландців на невеличкий англійський загін.
Леся Українка поставилася до історії шотландського визволення цілком вільно, як до народного або мандрівного сюжету (недаремне вона в опис подій, що передувати бою під Баннокберном, вставила фантастичний епізод з павуком): вона бачила в цій історії лише зручний матеріал для втілення своїх думок і все, що не наближало її до цього, вона скоротила, спростила, а то й відкинула.
Історія не знає ні остаточного переходу шотландського лицарства до Едварда, ні рішучої ролі селянства у звільненні рідного краю, а в українській поемі ми читаємо, що коли англійський король пообіцяв лицарям волю й маєтки, «додолу впали коровги» і «шотландське лицарство здалось», тому-то Брюс і каже: «Нема в нас лицарства, нема в нас панів, вони вже англійські піддані»; і селянство з Брюсом на «ти», обирає й коронує його в Единбурзі і ставить йому умови — а в національних зборах в Арброті, яких у листах використала тут письменниця, селянство не брало участі.
Думки про долю й про роль українського селянства, яке боролося колись за волю, залишилося без панів, що перейшли до чужої культури, яке після цього стало єдиним представником рідного краю. «Наша Україна… не має ні свого попівства ні панства, ні купецтва, ні держави, а має доволі розумне од природи мужицтво»… «Скрізь наші люди зостались майже тілько мужики» [Громада, українська збірка, впорядкована М. Драгомановим, № 1, Переднє слово до Громади, Genève 1877, стор. 53, 36].
Чогож треба вільному селянству? Відповідь на це дає та «промова», що «прочитав» представник «від люду всього» коронованому Брюсові. «Коли ти боронитимеш волю й самостійність народу», то «ми готов і тобі і країні послужити мечем і щитом», говориться в промові(яка цим наближається до вище зазначеног олиста зборів в Арброті): «А коли ти короні англійській віддаси королівство своє… ми тебе розвінчаєм… і проти тебе повстанемо». Збори в Арброті загрожували за це тільки відмовитися слухатися короля.
Леся Українка вважала підгорнення країни чужі й державі найбільшою провиною з боку короля. Чому так? Відповідь на це знаходимо в обіцянці Едварда шотландським лицарям: «Люд простий має нам платить податки й десятини, — а лицар буде вільний пан своєї батьківщини» (стор. 62) і в промові Брюса до полонених англійців: «Збира хай в Англії Едвард податки й десятини, а всяк шотландець вільний пан своєї батьківщини» (стор. 62). Підгорнення тягне за собою не тільки в трату волі, а й економічне поневолення: за самостійності країни селяни «боронити потраплять» свої права навіть тоді, коли й король «продаватиме люд свій панам». Шотландці відмовляються йти за королем, коли б він, забувши «про справу честі й волі народа свого», захотів прилучити до себе «багатіші землі»: вільні самі, вони не хотять поневолення інших людей. Воля селянства, його незалежність не тільки політична, а й економічна, як наслідок самостійності батьківщини, є те, що хочуть забезпечити собі піддані Брюса.
Узявши для свого «Роберта Брюса» сюжет з чужої давньої історії й уклавши в нього думи про сучасне українське селянство, Леся Українка далеко ухилилася від історичного ґрунту, а проте могла висловити свої думки лише в загальній формі й не зовсім ясно. Тому її твір не можна вважати за вдалий з історичного боку. Тим часом він захоплює читача.
З принципів трьох найкращий
Єсть принцип liberté!
 [Недруковані листи Л. У. в «Червоном шляху» 1923 р. кн. 8, стор. 247.]